# Księżak
Księżak – wieś sołecka w Polsce położona w województwie mazowieckim, w powiecie piaseczyńskim, w gminie Tarczyn.
Nazwa ma rodowód XIX-wieczny (1883 rok). Teren, na którym założono osadę należał do człowieka o nazwisku Księżak, bądź do Księżaka, tj. osadnika przybyłego z księstwa łowickiego.
W latach 1975–1998 miejscowość administracyjnie należała do województwa warszawskiego.